# 스탠리 존스
스탠리 존스(E. Stanley Jones, 1884년∼1972년)는 감리교 선교사이다. 미국 볼티모어 태생이며, 애즈버리 신학교에서 공부했다. 스탠리 존스는 인도의 문화와 종교를 존중하여 다른 종교를 비난하지 않았고, 순수하게 예수의 복음을 전했다. 마하트마 간디와 서로 영향을 주었다. 쓴 책으로는 《인도의 길을 걷고 있는 예수》, 자서전 《순례자의 노래》가 있음.

## 참고글
- 기독신문